# العلاقات الإي سواتينية المغربية
ترتبط المملكة المغربية ومملكة إي سواتيني بعلاقات خارجية، رغم البعد الجغرافي الذي يفصل بينهما.

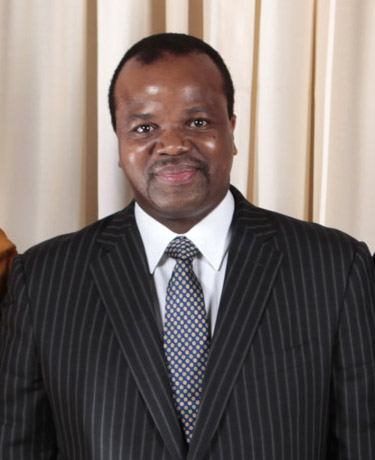
”لدي القناعة بأن الحكومة المغربية منخرطة بشكل جدي على طريق تسوية نهائية لمشكل الصحراء.”.
الملك مسواتي الثالث، عاهل إي سواتيني في تصريح للصحافة عقب محادثاته مع الوزير الأول السابق السيد عباس الفاسي في 23 - 09 - 2008
بمقر الأمم المتحدة بنيويورك.

## العلاقات السياسية
العلاقات بين المملكة المغربية ومملكة إي سواتيني جيدة، نحو اتجاه إيجابي، يعكسه عمق الصداقة التي تربط البلدين، وتجسد من خلال استقبال الملك محمد السادس، نصره الله، في 21 سبتمبر 2010 بمقر الأمم المتحدة بنيويورك، عاهل مملكة إي سواتيني جلالة الملك مسواتي الثالث، على هامش الدورة ال 63 للجمعية العامة للأمم المتحدة.

سحبت إي سواتيني اعترافها بـ «الجمهورية الصحراوية» الوهمية في 2 يوليو 1997.

## اللقاءات الثنائية
في إطار اللقاءات والمباحثات بين كبار المسؤولين في المغرب إي سواتيني لتعزيز التعاون بينهما، أجرى وزير الفلاحة والصيد البحري السيد عزيز أخنوش مباحثات مع وزير الفلاحة إي سواتيني السيد موسيس فيلاكاتي، وذلك على هامش المؤتمر الدولي الأول للتعاون جنوب – جنوب الذي احتضنته المدينة الحمراء يومي 13 و14 دجنبر 2014.

## الإطار القانوني
اتفاق إنشاء لجنة التعاون، وقعت في (1997.10.06)؛

الاتفاق العام للتعاون العلمي والاقتصادية والثقافية، وقعت في (1997.10.06)؛

بروتوكول تعاون بين وزارة الخارجية، وقعت في (1997.10.06).